# Campeonato Europeo de Lucha de 2020
El LXXI Campeonato Europeo de Lucha se celebró en Roma (Italia) entre el 10 y el 16 de febrero de 2020 bajo la organización de United World Wrestling (UWW) y la Federación Italiana de Lucha.
Las competiciones se realizaron en el PalaPellicone de la capital italiana.

## Medallistas

### Lucha grecorromana masculina
| Evento         | Oro                            | Plata                          | Bronce                                                 |
| -------------- | ------------------------------ | ------------------------------ | ------------------------------------------------------ |
| 55 kg (11.02)  | Edmond Nazarian Bulgaria       | Vitali Kabaloyev · Rusia       | Nugzar Tsurtsumia Georgia Eldəniz Əzizli Azerbaiyán    |
| 60 kg (12.02)  | Guevorg Garibian Armenia       | Kerem Kamal Turquía            | Murad Bazarov Azerbaiyán Amiran Shavadze Georgia       |
| 63 kg (11.02)  | Maxim Nehoda · Bielorrusia     | Ibraguim Labazanov · Rusia     | Lenur Temirov · Ucrania · Erik Torba · Hungría         |
| 67 kg (12.02)  | Morten Thoresen · Noruega      | Nazir Abdulayev · Rusia        | Kristupas Šleiva · Lituania · Karen Aslanian · Armenia |
| 72 kg (12.02)  | Frank Stäbler · Alemania       | Iuri Lomadze Georgia           | Ülvi Qənizadə Azerbaiyán Selçuk Can Turquía            |
| 77 kg (11.02)  | Sənan Süleymanov Azerbaiyán    | Zoltán Lévai · Hungría         | Alex Kessidis · Suecia · Karapet Chalian · Armenia     |
| 82 kg (12.02)  | Rafiq Hüseynov Azerbaiyán      | Daniel Alexandrov Bulgaria     | Bogdan Kourinnoi · Suecia · Hannes Wagner · Alemania   |
| 87 kg (11.02)  | Semen Novikov · Ucrania        | Viktor Lőrincz · Hungría       | Alexandr Komarov · Rusia · İslam Abbasov · Azerbaiyán  |
| 97 kg (12.02)  | Artur Alexanian Armenia        | Nikoloz Kakhelashvili · Italia | Cenk İldem · Turquía · Alexandr Golovin · Rusia        |
| 130 kg (11.02) | Alin Alexuc-Ciurariu · Rumania | Levan Arabuli Georgia          | Mykola Kuchmi · Ucrania · Jello Krahmer · Alemania     |

### Lucha libre masculina
| Evento         | Oro                                       | Plata                              | Bronce                                                             |
| -------------- | ----------------------------------------- | ---------------------------------- | ------------------------------------------------------------------ |
| 57 kg (15.02)  | Azamat Tuskayev · Rusia                   | Süleyman Atlı Turquía              | Horst Lehr · Alemania · Stevan Mićić · Serbia                      |
| 61 kg (16.02)  | Alexandr Bogomoyev · Rusia                | Beka Lomtadze Georgia              | Nikolai Okhlopkov · Rumania · Arsen Harutiunian · Armenia          |
| 65 kg (15.02)  | Kurban Shirayev · Rusia                   | Niurgun Skriabin · Bielorrusia     | Əli Rəhimzadə · Azerbaiyán · Erik Arushanian · Ucrania             |
| 70 kg (15.02)  | Magomedmurad Gadżijew · Polonia           | Ağahüseyn Mustafayev Azerbaiyán    | Haydar Yavuz Turquía Mihail Sava Moldavia                          |
| 74 kg (16.02)  | Frank Chamizo · Italia                    | Magomedrasul Gazimagomedov · Rusia | Avtandil Kenchadze Georgia Soner Demirtaş Turquía                  |
| 79 kg (15.02)  | Mahamedjabib Kadzimahamedau · Bielorrusia | Magomed Ramazanov · Rusia          | Vasyl Myjailov · Ucrania · Cəbrayıl Həsənov · Azerbaiyán           |
| 86 kg (16.02)  | Artur Naifonov · Rusia                    | Myles Amine San Marino             | Rasul Tsijayeu · Bielorrusia · Boris Makojev · Eslovaquia          |
| 92 kg (16.02)  | Süleyman Karadeniz Turquía                | Samuel Scherrer · Suiza            | Amarhadzhy Mahamedau · Bielorrusia · Aslanbek Alborov · Azerbaiyán |
| 97 kg (15.02)  | Abdulrashid Sadulayev · Rusia             | Albert Saritov · Rumania           | Abraham Conyedo Ruano · Italia · Elizbar Odikadze · Georgia        |
| 125 kg (16.02) | Gueno Petriashvili Georgia                | Robert Baran · Polonia             | Baldan Tsyzhipov · Rusia · Cәmalәddin Mәhәmmәdov · Azerbaiyán      |

### Lucha libre femenina
| Evento        | Oro                                | Plata                          | Bronce                                                     |
| ------------- | ---------------------------------- | ------------------------------ | ---------------------------------------------------------- |
| 50 kg (13.02) | Miglena Selishka Bulgaria          | Oxana Livach · Ucrania         | Xeniya Stankevich · Bielorrusia · Milana Dadasheva · Rusia |
| 53 kg (14.02) | Vanesa Kaladzinskaya · Bielorrusia | Jessica Blaszka · Países Bajos | Stalvira Orshush · Rusia · Annika Wendle · Alemania        |
| 55 kg (13.02) | Olga Joroshavtseva · Rusia         | Solomiya Vynnyk · Ucrania      | Bediha Gün · Turquía · Sofia Mattsson · Suecia             |
| 57 kg (14.02) | Grace Bullen · Noruega             | Alina Akobiya · Ucrania        | Iryna Kurachkina · Bielorrusia · Johanna Lindborg · Suecia |
| 59 kg (13.02) | Anastasia Nichita Moldavia         | Biliana Dudova Bulgaria        | Liubov Ovcharova · Rusia · Anhelina Lysak · Ucrania        |
| 62 kg (14.02) | Yuliya Tkach · Ucrania             | Inna Trazhukova · Rusia        | Tatyana Omelçenko Azerbaiyán Taibe Yusein Bulgaria         |
| 65 kg (14.02) | Mimi Jristova Bulgaria             | Elis Manolova Azerbaiyán       | Mariya Kuznetsova · Rusia · Iryna Koliadenko · Ucrania     |
| 68 kg (13.02) | Janum Veliyeva · Rusia             | Dalma Caneva · Italia          | Danutė Domikaitytė · Lituania · Ala Cherkasova · Ucrania   |
| 72 kg (14.02) | Natalia Vorobiova · Rusia          | Maria Selmaier · Alemania      | Alina Berezhna · Ucrania · Cătălina Axente · Rumania       |
| 76 kg (13.02) | Yekaterina Bukina · Rusia          | Yasemin Adar Turquía           | Aline Rotter Focken · Alemania · Iselin Solheim · Noruega  |

## Medallero
| Núm. | País         | Oro | Plata | Bronce | Total |
| ---- | ------------ | --- | ----- | ------ | ----- |
| 1    | Rusia        | 9   | 6     | 7      | 22    |
| 2    | Bulgaria     | 3   | 2     | 1      | 6     |
| 3    | Bielorrusia  | 3   | 1     | 4      | 8     |
| 4    | Ucrania      | 2   | 3     | 8      | 13    |
| 5    | Azerbaiyán   | 2   | 2     | 9      | 13    |
| 6    | Armenia      | 2   | 0     | 3      | 5     |
| 7    | Noruega      | 2   | 0     | 1      | 3     |
| 8    | Turquía      | 1   | 3     | 5      | 9     |
| 9    | Georgia      | 1   | 3     | 4      | 8     |
| 10   | Italia       | 1   | 2     | 1      | 4     |
| 11   | Alemania     | 1   | 1     | 5      | 7     |
| 12   | Rumania      | 1   | 1     | 2      | 4     |
| 13   | Polonia      | 1   | 1     | 0      | 2     |
| 14   | Moldavia     | 1   | 0     | 1      | 2     |
| 15   | Hungría      | 0   | 2     | 1      | 3     |
| 16   | Países Bajos | 0   | 1     | 0      | 1     |
| 16   | San Marino   | 0   | 1     | 0      | 1     |
| 16   | Suiza        | 0   | 1     | 0      | 1     |
| 19   | Suecia       | 0   | 0     | 4      | 4     |
| 20   | Lituania     | 0   | 0     | 2      | 2     |
| 21   | Eslovaquia   | 0   | 0     | 1      | 1     |
| 21   | Serbia       | 0   | 0     | 1      | 1     |
|      | TOTAL        | 30  | 30    | 60     | 120   |